# Arbeitserziehungslager Oberndorf-Aistaig
Arbeitserziehungslager Oberndorf-Aistaig was een concentratiekamp in de Tweede Wereldoorlog, gelegen in Duitsland.

## Begin
De verschrikkingen van het nationaalsocialisme werden voor de buitenlandse arbeiders die in het zuidwesten van Duitsland waren tewerkgesteld, nog het meest belichaamd door Aistaig. Dit gehucht, dat drie kilometer ten noorden van Oberndorf am Neckar in het Lautenbachtal ligt, heeft zijn naam gegeven aan een van de ergste Arbeitserziehungslager van het Derde Rijk.
Het 'heropvoedingskamp' werd in september en oktober 1941 opgebouwd en op 18 februari van het jaar daarop voor het eerst genoemd als AEL Oberndorf-Aistaig (Württemberg). Het zou gaan ressorteren onder de Gestapo-Leitstelle te Stuttgart. Door overbrenging van Insassen uit het AEL Kniebis-Ruhestein bij Baiersbronn werd Aistaig in maart 1942 in gebruik genomen.

## Leiding en personeel
Het 15 (soms oplopend tot 40) man sterke bewakingspersoneel werd gevormd door SS’ers, waarvan
sommigen geestelijk te labiel waren voor inzet aan het front. Anderen bleken over een criminele
inslag te beschikken die zelfs voor SS-begrippen te bar was. Aistaig was voor deze laatsten zelf het
voorportaal van een strafbataljon. Ook overgelopen Oekraïners, die wel Duitse uniformen droegen
maar vaak geen woord in die taal machtig waren, werden als bewakers ingezet. Als
kampcommandant wordt een zekere Otto Rappold genoemd, een Kriminalpolizist uit Stuttgart die bij de Gestapo was ingedeeld.

## Gedetineerden
Een Erlaß van Reichsführer-SS Himmler van 28 mei 1941 legde de basis voor het instellen van Arbeitserziehungslager, ter opvoeding van "...notorischer Bummelanten, Arbeitsvertragsbrüchigen und Arbeitsscheuen." Aistaig telde als gevangenen aanvankelijk vooral alcoholisten en asociale elementen, voor de nazi's overigens een zeer ruim begrip. Later kwamen daar ook werkweigeraars bij en lieden "...die in gewerblichen Unternehmen zum Schaden der Kriegswirtschaft Sabotage getrieben haben."
Voor een periode van hoogstens 56 dagen konden in de loop van de oorlog ook Fremdarbeiter (in het kader van de Arbeitseinsatz verplicht tewerkgestelde buitenlanders) naar het AEL Aistaig-Oberndorf gestuurd worden, als straf voor vluchtpogingen of andere vergrijpen tegen de arbeidsdiscipline. In sommige gevallen, zoals moedwillige vernieling, werd de straf tot drie maanden verlengd. De kampbevolking bestond voor het grootste gedeelte uit Duitse, Poolse, Russische en Nederlandse gevangenen. Dezen waren afkomstig uit de regio's rond Stuttgart, Karlsruhe en Mannheim. Andere nationaliteiten waren (net als in de rest van dat deel van Duitsland) minder vertegenwoordigd. Er zijn tussen 1942 en 1945 meer dan 4400 mensen in Aistaig geïnterneerd
geweest. Gemiddeld verbleven er zo'n 400 mensen tegelijkertijd in het kamp, maar dit aantal kon soms oplopen tot 700.

## Tewerkstelling
Arbeitserziehungslager waren een instrument van het SS-Wirtschafts-Verwaltungs-Hauptamt en de
gevangenen werden 'verhuurd' aan verschillende bedrijven. Tewerkstelling van Aistaiger vond plaats
in de wijde omgeving van het kamp. In grauwe militaire werkkleding, op houten klompschoenen en
met een rond legermutsje uit de Eerste Wereldoorlog (Krätzchen) op het kaalgeschoren hoofd kon
men de gevangenen zien laden en lossen op het spooremplacement van de Mauser-Werke in
Oberndorf a.N., een wapenfabriek waar tegen het einde van de oorlog zo'n 5200 buitenlandse
arbeiders tewerkgesteld waren. De gemeente-autoriteiten van Oberndorf zetten de gevangenen aan
het werk bij het uithouwen van Luftschutzstollen ('schuilgrotten') in de krijtrotsen rondom het Neckartal. Ook bij de Maschinenfabrik MAFELL in Aistaig zelf en bij de Buntweberei Sulz GmbH werden zij bij
Außenarbeiten tewerkgesteld.

## Lijden en sterven
Dwangarbeid was niet het enige waarmee men weer in het gareel werd geduwd: de gevangenen waren ook tijdens hun slavenarbeid uitgeleverd aan de sadistische grillen van hun bewakers, die ineens, soms voor de ogen van voorbijgangers en zonder duidelijke aanleiding, konden overgaan tot hysterische ranselpartijen. De situatie in het AEL zelf laat zich raden. Naar verluidt is in 1951 een
van de Lageraufseher voor het gerecht in Stuttgart verschenen op beschuldiging van twaalf gevallen van mishandeling, waarvan een met dodelijke afloop - hij kreeg vrijspraak omdat hij voor dezelfde feiten al voor een Franse militaire rechtbank was verschenen.
Het exacte aantal dodelijke slachtoffers in Aistaig zal altijd wel duister blijven. Naar verluidt zijn 18 hiervan terechtgekomen in de anatomiezaal van de medische faculteit in Tübingen; anderen werden afgevoerd naar het crematorium van Schwenningen. Hiertoe behoorden zeker drie Nederlanders. Het overlijdensregister van Schwenningen vermeldt hun namen met het AEL Oberndorf-Aistaig als laatste verblijfplaats. Officieel zijn er 79 sterfgevallen van Aistaig-Insassen bekend en aangegeven bij het Standesamt in Oberndorf. Minstens 73 hiervan betreffen het overlijden van buitenlanders. "Kreislaufschwäche", "Lungenentzündung", "Herzversagen" en "Gefäßlähmung durch rasche Abkühlung" werden verhullend aangetekend als doodsoorzaken. Op het kerkhof van Oberndorf bevinden zich acht anonieme graven met de stoffelijke resten van Aistaiger, die na het einde van de oorlog in een greppel bij het kamp zijn aangetroffen. Later zijn uit een ingestorte schuilgrot in de bossen bij Aistaig nog eens zeven lijken en delen van lijken geborgen.
De terreur van een regulier concentratiekamp moest, waarschijnlijk op aanwijzing van Heinrich Himmler zelf, in een opvoedingskamp gecomprimeerd worden, juist vanwege de relatief korte detentieperiode aldaar en om afschrikwekkend te werken op andere arbeiders. AEL Oberndorf-Aistaig beantwoordde volledig aan de wensen van de "Reichsführer-SS u. Chef der deutschen Polizei". Net als in de concentratiekampen was hier een zogenaamde "Bunker", waar gevangenen alleen of op elkaar geperst de rest van hun straftijd tot maximaal twee maanden moesten doorbrengen als straf voor bijvoorbeeld ontsnappingspogingen. In volkomen duisternis en volledig geïsoleerd van de buitenwereld moest men hier, vastgeketend, het weinige eten afwachten dat eens in de 48 uur werd verstrekt. Verder was er midden in het kamp een paal opgesteld waaraan gevangenen werden vastgebonden met onder andere ijzerdraad om hun nek. Zo tentoongesteld als afschrikwekkend voorbeeld voor de anderen moesten zij soms dagen achtereen staan tot ze bezweken.

## Einde
Bij het naderen van de geallieerde troepen werd de administratie van het kamp vernietigd en zo'n
200 gevangenen die nog konden lopen, werden door de SS naar Dautmergen über Balingen gevoerd. Hier was een buitencommando van het concentratiekamp Natzweiler-Struthof gevestigd, dat op 12 en 13 april naar Dachau werd geëvacueerd. Bij de bevrijding van Aistaig op 18 april 1945 werden nog vijftig mensen in het kamp aangetroffen en van hen werden er later twaalf, die bijna letterlijk tot skeletten vermagerd waren, in het Städtische Krankenhaus in Oberndorf opgenomen. Het kamp zelf werd in de nacht van 18 op 19 april door bewoners van het dorp Aistaig platgebrand, uit angst voor de oprukkende Fransen. Een gedenksteen in het Lautenbachtal herinnert nog aan de verschrikkingen van het AEL Oberndorf-Aistaig.

## Mahnmal
Het Buch der Erinnerungen (2007) is een monument van de beeldhouwer Jürgen Knubben uit Rottweil, dat herinnert aan de 308 dwangarbeiders (waaronder enkele Nederlanders), die in de nazitijd zijn gestorven in het concentratiekamp Arbeitserziehungslager Oberndorf-Aistaig, bij de Arbeitseinsatz in de wapenfabriek van Mauser. Het Mahnmal werd onthuld in Oberndorf am Neckar op 27 januari 2007 (Holocaust Gedenktag).
Alfabetisch op naam.  Indien een kamp meerdere rollen had, staat het in de "hoogste" groep.
Zie ook: Lijst van naziconcentratiekampen · Jappenkampen in Nederlands-Indië · Lijst van jappenkampen